# Euparatettix candidistris
Euparatettix candidistris är en insektsart som beskrevs av Zheng, Z. och G. Jiang 2006. Euparatettix candidistris ingår i släktet Euparatettix och familjen torngräshoppor. Inga underarter finns listade i Catalogue of Life.